# Allyn Ann McLerie
Allyn Ann McLerie, née le 1er décembre 1926 à Grand-Mère (fusionnée depuis avec Shawinigan, Québec) et morte le 21 mai 2018 à North Bend (État de Washington), est une 
actrice, chanteuse et danseuse américaine d'origine canadienne (parfois créditée Allyn McLerie).

## Biographie
Sa famille s'installant aux États-Unis alors qu'elle a un an, Allyn Ann McLerie y fait carrière et débute au théâtre à Broadway (New York) comme danseuse, dans la troupe de la comédie musicale One Touch of Venus sur une musique de Kurt Weill (avec Mary Martin dans le rôle-titre), produite de 1943 à 1945. Dans l'intervalle, débutent en 1944 les représentations de la comédie musicale On the Town sur une musique de Leonard Bernstein ; les lyrics et le livret sont de Betty Comden et Adolph Green (également interprètes). Elle-même y est d'abord danseuse, puis tient un second rôle de début décembre 1945 jusqu'à la fin de cette production en février 1946.
En 1945, elle épouse Adolph Green dont elle divorce en 1953, avant de se remarier la même année avec l'acteur George Gaynes ; restée veuve à sa mort en 2016, elle décède deux ans après, fin 2018, à 91 ans.
Toujours à Broadway, elle apparaît dans une pièce (1956) et quatre autres comédies musicales (1948-1960), notamment La Marraine de Charley (en) sur une musique de Frank Loesser (1948-1951, avec Ray Bolger).
Son avant-dernier rôle sur les planches new-yorkaises, dans une reprise en 1960 du drame lyrique de Leonard Bernstein West Side Story (avec Larry Kent et Carol Lawrence), est celui d'Anita. Suit enfin une revue représentée en 1963.
Au cinéma, elle contribue à dix-huit films américains (dont quelques westerns), depuis la biographie musicale Ma vie est une chanson de Norman Taurog (1948, avec Mickey Rooney et Janet Leigh, où elle a un petit rôle de chanteuse) jusqu'à Police Academy : Mission à Moscou d'Alan Metter (1994, avec David Graf et Michael Winslow), après lequel elle se retire.
Entretemps, mentionnons La Marraine de Charley (adaptation britannique de la comédie musicale éponyme précitée, 1952, où elle retrouve Ray Bolger) et le western musical La Blonde du Far-West (1953, avec Doris Day et Howard Keel), deux réalisations de David Butler, On achève bien les chevaux (1969, avec Jane Fonda et Michael Sarrazin) et Nos plus belles années (1973, avec Barbra Streisand, Robert Redford et George Gaynes), tous deux réalisés par Sydney Pollack, le western Les Cowboys de Mark Rydell (1972, avec John Wayne et Roscoe Lee Browne), ainsi que Les Hommes du président d'Alan J. Pakula (1976, avec Dustin Hoffman et Robert Redford). Signalons aussi son rôle principal aux côtés de Michel Bouquet dans le film français France société anonyme d'Alain Corneau (1974).
À la télévision américaine, Allyn Ann McLerie apparaît dans quarante-trois séries, les deux premières en 1970, dont la série-western Bonanza (un épisode). Suivent entre autres Sur la piste du crime (trois épisodes, 1971-1974), La croisière s'amuse (deux épisodes, 1978-1983), Dynastie (un épisode, 1982) et la mini-série Les oiseaux se cachent pour mourir (1983). Sa dernière série est Brooklyn Bridge (en) (deux épisodes, 1993).
S'ajoutent dix-sept téléfilms diffusés entre 1974 et 1987, dont Death Scream (en) de Richard T. Heffron (1975, avec Raul Julia et Lucie Arnaz).

## Théâtre à Broadway (intégrale)
(comédies musicales, sauf mention contraire)
- 1943-1945 : One Touch of Venus, musique, orchestrations et arrangements de Kurt Weill, lyrics d'Ogden Nash, livret de S.J. Perelman et Ogden Nash, mise en scène d'Elia Kazan, chorégraphie d'Agnes de Mille, direction musicale de Maurice Abravanel : une danseuse de la troupe
- 1944-1946 : On the Town, musique de Leonard Bernstein, lyrics et livret de Betty Comden et Adolph Green, mise en scène de George Abbott, chorégraphie de Jerome Robbins, décors d'Oliver Smith, direction musicale de Max Goberman : une danseuse de la troupe, puis Ivy Smith (remplacement)
- 1948-1951 : La Marraine de Charley (en) (Where's Charley?), musique et lyrics de Frank Loesser, livret et mise en scène de George Abbott, d'après la pièce éponyme de Brandon Thomas, chorégraphie de George Balanchine : Amy Spettigue (rôle repris dans l'adaptation au cinéma de 1952 : voir filmographie ci-après)
- 1949-1950 : Miss Liberty (en), musique et lyrics d'Irving Berlin, livret de Robert E. Sherwood, mise en scène de Moss Hart, chorégraphie de Jerome Robbins, décors et lumières d'Oliver Smith : Monique DuPont
- 1956 : Time Limit!, pièce d'Henry Denker et Ralph Berkey : la caporale Jean Evans
- 1959-1960 : Redhead, musique d'Albert Hague, lyrics de Dorothy Fields, livret de Dorothy et Herbert Fields, Sidney Sheldon et David Shaw, mise en scène et chorégraphie de Bob Fosse : Essie Whimple
- 1960 : West Side Story, drame lyrique (reprise), musique de Leonard Bernstein, lyrics de Stephen Sondheim, livret d'Arthur Laurents, mise en scène et chorégraphie de Jerome Robbins, décors d'Oliver Smith, costumes d'Irene Sharaff : Anita
- 1963 : The Best in Me, revue, musique de Don Elliott, lyrics et sketches de James Costigan : Mme Parrot / Frog / Wolfess / une nymphe / Pouncetta / la mère Moth / une vendeuse de cigarettes / une membre de la congrégation

## Filmographie partielle

### Cinéma

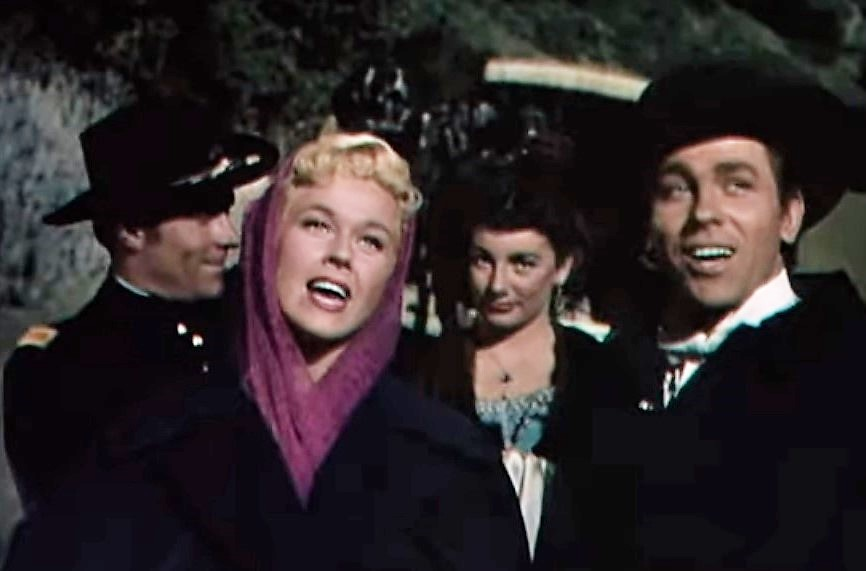
De g. à d. : Philip Carey, Doris Day, Allyn Ann McLerie et Howard Keel, dans La Blonde du Far-West (1953)

- 1948 : Ma vie est une chanson (Words and Music) de Norman Taurog : une chanteuse des Garrick Gaieties
- 1952 : La Marraine de Charley (Where's Charley?) de David Butler : Amy Spettigue
- 1953 : Le Nouveau Chant du désert (The Desert Song) de H. Bruce Humberstone : Azuri
- 1953 : La Blonde du Far-West (Calamity Jane) de David Butler : Katie Brown
- 1954 : Le Fantôme de la rue Morgue (Phantom of the Rue Morgue) de Roy Del Ruth : Yvonne
- 1955 : Le Cri de la victoire (Battle Cry) de Raoul Walsh : la serveuse Ruby
- 1962 : Des ennuis à la pelle (40 Pounds of Trouble) de Norman Jewison : la secrétaire de Blanchard
- 1969 : On achève bien les chevaux (They Shoot Horses, Don't They?) de Sydney Pollack : Shirl
- 1970 : Reivers (The Reivers) de Mark Rydell : Alison
- 1970 : Monte Walsh de William A. Fraker : Mary Eagle
- 1972 : Les Cowboys (The Cowboys) de Mark Rydell : Ellen Price
- 1972 : Jeremiah Johnson de Sydney Pollack : la femme folle
- 1972 : La Chevauchée des sept mercenaires (The Magnificent Seven Ride) de George McCowan : Mme Donavan
- 1973 : Nos plus belles années (The Way We Were) de Sydney Pollack : Rhea Edwards
- 1973 : Permission d'aimer (Cinderella Liberty) de Mark Rydell : Mlle Watkins
- 1974 : France société anonyme d'Alain Corneau : l'américaine
- 1976 : Les Hommes du président (All the President's Men) d'Alan J. Pakula : Carolyn Abbott
- 1994 : Police Academy : Mission à Moscou (Police Academy: Mission to Moscow) d'Alan Metter : Irina Petrovskaya

### Télévision

#### Séries
- 1970 : Bonanza, saison 11, épisode 25 Caution, Easter Bunny Crossing de Bruce Bilson : Charity Moffet
- 1971-1974 : Sur la piste du crime (The F.B.I.)
  - Saison 7, épisode 12 The Minerva Tapes (1971) de Michael O'Herlihy : Mary Vale
  - Saison 8, épisode 13 The Jug-Maker (1972) de Virgil W. Vogel : Dorothy Harnolds
  - Saison 9, épisode 20 The Lost Man (1974) : Helen Porter
- 1972 : Cannon, saison 1, épisode 22 Le Gourou (A Deadly Quiet Town) de Seymour Robbie : Mme Glen
- 1972 : Ghost Story, saison unique, épisode 1 The New House de John Llewellyn Moxey : Mlle Tate
- 1973 : La Famille des collines (The Waltons)
  - Saison 1, épisode 23 The Townie de Jack Shea : Maybelle Simmons
  - Saison 2, épisode 2 The Odyssey de Jack Shea : Marjorie Simmons
- 1974 : Love Story, saison unique, épisode 12 Time for Love : Vivian
- 1975 : Baretta, saison 1, épisode 9 La Grande Maison (The Mansion) de Bernard L. Kowalski : Mme Shima
- 1978-1983 : La croisière s'amuse (The Love Boat)
  - Saison 1, épisode 14 Monnaie de singe (Isaac's Double Standard/One More Time/Chimpanzeeshines, 1978) : Cynthia Parker
  - Saison 7, épisode 16 Recherche mari désespérément (The Last Case/Looking for Mr. Wilson/Love on Strike, 1983) : >Liliane Prendergast
- 1979-1980 : Lou Grant
  - Saison 2, épisode 18 Hit (1979) : Martha Emmett
  - Saison 3, épisode 17 Inheritance (1980) de Roger Young : Betty Newman
- 1980 : Barney Miller, saison 7, épisodes 1 et 2 Homicide, Parts I & II : Harriet Shulton
- 1981 : Pour l'amour du risque (Hart to Hart), saison 2, épisode 8 La Rivière de diamant (Ex-Wives Can Be Murder) : Pearl Danko
- 1982 : Dynastie (Dynasty), saison 2, épisode 16 Naissance prématurée (The Baby) de Jerome Courtland : Dr Morrell
- 1983 : Les oiseaux se cachent pour mourir (The Thorn Birds), mini-série de Daryl Duke : Mme Smith
- 1984 : K 2000 (Knight Rider), saison 2, épisode 15 Une nuit pour les étoiles (White-Line Warriors) : Marietta Mattheson
- 1984 : Hôpital St Elsewhere (St. elsewhere), saison 2, épisode 14 Le Tournage (Drama Center) de David Anspaugh : Roxanne Reed
- 1984-1985 : Punky Brewster, saison 1, épisode 3 Punky Finds a Home, Part III (1984 : Lois Dent), épisodes 15 et 16 Henry Falls in Love, Parts I & II (1985 : Maggie McLerie)
- 1986 : Simon et Simon (Simon & Simon), saison 5, épisode 21 Divorce (D-I-V-O-R-C-E) de Burt Kennedy : Edith « Edie » Krelman
- 1993 : Brooklyn Bridge (en), saison 2, épisode 12 The Hollywood Country Club et épisode 13 No Time Like the Future : Emma Brooks

#### Téléfilms
- 1974 : Le Lys de Brooklyn (A Tree Growns in Brooklyn) de Joseph Hardy : Mlle Martin
- 1975 : Somewhere I Touched de Lou Antonio : Jean
- 1975 : Death Scream (en) de Richard T. Heffron : Alice Whitmore
- 1978 : Sister Terri de Jerry Paris : la mère supérieure Helen
- 1978 : Return Engagement de Joseph Hardy : Florence
- 1979 : And Baby Makes Six de Waris Hussein : Dora Finley
- 1979 : A Shining Season de Stuart Margolin : Polly Baker
- 1980 : To Find My Son de Delbert Mann : Mme Braggs
- 1983 : Living Proof: The Hank Williams Jr. Story (en) de Dick Lowry : Audrey Williams
- 1983 : Two Kinds of Love de Jack Bender : la tante Emily